# بوب ماي (لاعب غولف)
بوب ماي (بالإنجليزية: Bob May)‏ هو لاعب غولف أمريكي، ولد في 6 أكتوبر 1968 في لينووود في الولايات المتحدة.

## وصلات خارجية
- بوب ماي على موقع رابطة لاعبي الغولف المحترفين (الإنجليزية)
- بوب ماي على موقع رابطة أوروبا للاعبي الغولف المحترفين (الإنجليزية)
- بوب ماي على موقع رابطة اليابان للاعبي الغولف المحترفين (الإنجليزية)
- بوب ماي على موقع التصنيف العالمي الرسمي للغولف (الإنجليزية)